# Przepełnienie bufora
Przepełnienie bufora (ang. buffer overflow) – błąd programistyczny polegający na zapisaniu do wyznaczonego obszaru pamięci (bufora) większej ilości danych niż zarezerwował na ten cel programista. Taka sytuacja prowadzi do zamazania danych znajdujących się w pamięci bezpośrednio za buforem, a w rezultacie do błędnego działania programu. Gdy dane, które wpisywane są do bufora, podlegają kontroli osoby o potencjalnie wrogich intencjach, może dojść do nadpisania struktur kontrolnych programu w taki sposób, by zaczął on wykonywać operacje określone przez atakującego.
Przyczyną powstawania takich błędów jest najczęściej brak odpowiedniej wiedzy lub należytej staranności ze strony autora oprogramowania.

## Szczegóły techniczne
Ze względu na sposób budowy stosu na większości platform teleinformatycznych za podręcznymi buforami danej funkcji często znajduje się adres powrotny funkcji nadrzędnej, odłożony na stos przez wywołanie instrukcji procesora call. Po nadpisaniu wartości na stosie odpowiednio dobranym adresem wskazującym na specjalnie spreparowany kod, program po zakończeniu aktualnie wykonywanej funkcji zamiast powrócić do funkcji nadrzędnej, wykonuje specjalnie przygotowany przez hakera kod.
Także w przypadku, gdy bezpośrednie nadpisanie adresu powrotnego nie jest możliwe (np. ze względu na to, że podatny na atak bufor znajduje się w oddzielnym regionie pamięci), ataki typu buffer overflow mogą prowadzić do przejęcia kontroli nad systemem przez nadpisanie istotnych parametrów wykorzystywanych przez program lub biblioteki standardowe.

## Zapobieganie
Aby zapobiec tego typu atakom, zawsze należy brać pod uwagę rozmiar przyjmowanych danych. Należy unikać funkcji, które go nie sprawdzają (np. występująca w języku C funkcja strcpy), używając ich bezpieczniejszych odpowiedników (np. strncpy).